# Ambert
Ambert je naselje in občina v francoski regiji Auvergne, podprefektura departmaja Puy-de-Dôme. Leta 2007 je naselje imelo 7.016 prebivalcev.

## Geografija
Kraj leži v nekdanji francoski provinci Auvergne ob reki Dore, 88 km jugovzhodno od Clermont-Ferranda. Občina se nahaja v regijskem parku Livradois-Forez.

## Administracija
Ambert je sedež istoimenskega kantona, v katerega so poleg njegove vključene še občine Champétières, La Forie, Job, Marsac-en-Livradois, Saint-Ferréol-des-Côtes, Saint-Martin-des-Olmes, Thiolières in Valcivières z 11.306 prebivalci.
Naselje je prav tako sedež okrožja, v katerem se nahajajo kantoni Ambert, Arlanc, Cunlhat, Olliergues, Saint-Amant-Roche-Savine, Saint-Anthème, Saint-Germain-l'Herm in Viverols z 27.458 prebivalci.

## Pobratena mesta
- Anweiler
- Gorgonzola
- Saitama